# Mailly-le-Camp
Mailly-le-Camp és un municipi francès situat al departament de l'Aube i a la regió del Gran Est. L'any 2007 tenia 1.624 habitants.

## Demografia

### Població
El 2007 la població de fet de Mailly-le-Camp era de 1.624 persones. Hi havia 593 famílies de les quals 154 eren unipersonals (77 homes vivint sols i 77 dones vivint soles), 161 parelles sense fills, 246 parelles amb fills i 32 famílies monoparentals amb fills.
La població ha evolucionat segons el següent gràfic:
Habitants censats

### Habitatges
El 2007 hi havia 650 habitatges, 597 eren l'habitatge principal de la família, 12 eren segones residències i 41 estaven desocupats. 500 eren cases i 147 eren apartaments. Dels 597 habitatges principals, 268 estaven ocupats pels seus propietaris, 314 estaven llogats i ocupats pels llogaters i 15 estaven cedits a títol gratuït; 8 tenien una cambra, 35 en tenien dues, 101 en tenien tres, 137 en tenien quatre i 316 en tenien cinc o més. 503 habitatges disposaven pel capbaix d'una plaça de pàrquing. A 349 habitatges hi havia un automòbil i a 195 n'hi havia dos o més.

### Piràmide de població
La piràmide de població per edats i sexe el 2009 era:
| Homes | Edats   | Dones |
| ----- | ------- | ----- |
| 0     | 95 o +  | 0     |
| 4     | 90 a 94 | 0     |
| 4     | 85 a 89 | 16    |
| 12    | 80 a 84 | 0     |
| 16    | 75 a 79 | 16    |
| 28    | 70 a 74 | 28    |
| 20    | 65 a 69 | 20    |
| 8     | 60 a 64 | 20    |
| 20    | 55 a 59 | 40    |
| 28    | 50 a 54 | 36    |
| 52    | 45 a 49 | 20    |
| 52    | 40 a 44 | 40    |
| 72    | 35 a 39 | 68    |
| 100   | 30 a 34 | 72    |
| 44    | 25 a 29 | 48    |
| 80    | 20 a 24 | 48    |
| 40    | 15 a 19 | 40    |
| 52    | 10 a 14 | 48    |
| 68    | 5 a 9   | 48    |
| 40    | 0 a 4   | 80    |

## Economia
El 2007 la població en edat de treballar era de 1.079 persones, 846 eren actives i 233 eren inactives. De les 846 persones actives 757 estaven ocupades (511 homes i 246 dones) i 89 estaven aturades (17 homes i 72 dones). De les 233 persones inactives 58 estaven jubilades, 63 estaven estudiant i 112 estaven classificades com a «altres inactius».

### Ingressos
El 2009 a Mailly-le-Camp hi havia 603 unitats fiscals que integraven 1.556 persones, la mediana anual d'ingressos fiscals per persona era de 15.911 €.

### Activitats econòmiques
Dels 55 establiments que hi havia el 2007, 1 era d'una empresa extractiva, 1 d'una empresa alimentària, 2 d'empreses de fabricació d'altres productes industrials, 8 d'empreses de construcció, 13 d'empreses de comerç i reparació d'automòbils, 5 d'empreses de transport, 9 d'empreses d'hostatgeria i restauració, 1 d'una empresa financera, 2 d'empreses immobiliàries, 5 d'empreses de serveis, 5 d'entitats de l'administració pública i 3 d'empreses classificades com a «altres activitats de serveis».
Dels 19 establiments de servei als particulars que hi havia el 2009, 1 era una oficina d'administració d'Hisenda pública, 1 gendarmeria, 1 oficina de correu, 1 taller de reparació d'automòbils i de material agrícola, 1 autoescola, 2 paletes, 1 guixaire pintor, 1 fusteria, 3 lampisteries, 1 perruqueria, 5 restaurants i 1 saló de bellesa.
Dels 6 establiments comercials que hi havia el 2009, 1 era una botiga de menys de 120 m², 2 carnisseries, 1 una peixateria, 1 una sabateria i 1 una joieria.
L'any 2000 a Mailly-le-Camp hi havia 25 explotacions agrícoles que ocupaven un total de 3.630 hectàrees.

## Equipaments sanitaris i escolars
L'únic equipament sanitari que hi havia el 2009 era una farmàcia.
El 2009 hi havia 1 escola maternal i 1 escola elemental.

## Poblacions més properes
El següent diagrama mostra les poblacions més properes.